# Виноградов, Александр Александрович (учёный)
Александр Александрович Виноградов — советский учёный в области металлообработки, доктор технических наук (1986). Участник Великой Отечественной войны.
Награждён орденами и медалями.

## Биография
Родился 26.01.1925 в д. Запрудье, Бежецкий район, Калининская область (с 2023 года Бежецкий муниципальный округ Тверской области).
Призван Бежецким РВК Калининской области. Воинское звание: старший сержант; красноармеец.
Окончил Иркутский горно-металлургический институт (1956) и до 1960 г. работал в Иркутске.
В 1963—1999 в Институте сверхтвёрдых материалов АН УССР (Киев): младший научный сотрудник, с 1966 старший научный сотрудник, с 1986 ведущий научный сотрудник.
Доктор технических наук (1986).
С 1999 г. на пенсии.
Скончался в Киеве 	16 сентября 2017 года.

## Награды
- Орден Красной Звезды (Приказ подразделения №: 29/н от: 09.05.1945)[1]
- Орден Отечественной войны II степени (06.04.1985)[2]
- Медаль «За отвагу» (Приказ подразделения №: 5/н от: 28.12.1943, Приказ подразделения №: 8/н от: 05.02.1945)[1]
- Медаль «За взятие Кёнигсберга» (09.06.1945)[1]
- Медаль «За победу над Германией в Великой Отечественной войне 1941–1945 гг.» (09.05.1945)[1]

## Труды

### Диссертации
- Исследование обрабатываемости литых жаропрочных сталей ЭИ316 и Х25СНЗД [Текст] : (Точение и строгание) : Автореферат дисс. на соискание учен. степени кандидата техн. наук / Куйбышевский политехн. ин-т им. В. В. Куйбышева. — Куйбышев : [б. и.], 1966. — 24 с.
- Научные основы высокопроизводительного сверления труднообрабатываемых металлов твердосплавными сверлами двухстороннего резания : диссертация … доктора технических наук : 05.03.01. — Киев, 1984. — 451 с. : ил.

### Публикации
- Физические основы процесса сверления труднообрабатываемых металлов твердосплавными сверлами / А. А. Виноградов. — Киев : Наук. думка, 1985. — 263 с. : ил.; 22 см; ISBN В пер.
- Сверла спиральные с твердосплавными головками с отверстиями для внутреннего подвода СОЖ [Текст] : (Науч.-техн. информация) / АН УССР. Ин-т сверхтвердых материалов. — Киев : Наук. думка, 1974. — 39 с. : ил.; 20 см.
- Твердосплавные сверла и эффективность их применения [Текст] / А. А. Виноградов, В. А. Резников, Б. М. Гершкович. — Киев : [б. и.], 1974. — 7 с. : ил.; 20 см. — (Доклады/ Науч.-техн. конф. европ. стран — членов СЭВ и СФРЮ «Синтет. алмазы — ключ к техн. прогрессу». Киев, 21-24 авг. 1974 г.; 24).